# Film carcerario

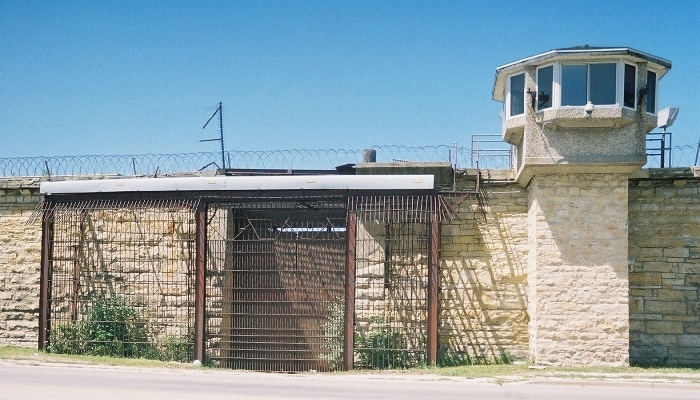
Il cancello esterno della Joliet Prison, principale location della serie televisiva Prison Break

Il film carcerario (in lingua inglese prison movie, più raramente prison film) è un genere cinematografico il cui sviluppo narrativo avviene prevalentemente in una prigione.

## Lista parziale di film
- Io sono un evaso (1932), con Paul Muni
- Sono innocente (1937), di Fritz Lang
- Forza bruta (1947)
- Prima colpa (1950), con Eleanor Parker
- Carabina Williams (1952), con James Stewart
- Rivolta al blocco 11 (1954)
- Nella città l'inferno (1959), con Anna Magnani
- Il buco (1960), con Philippe Leroy
- L'uomo di Alcatraz (1962), con Burt Lancaster
- L'evaso di San Quintino (1962)
- Nick mano fredda (1967), con Paul Newman
- Detenuto in attesa di giudizio (1971)
- Papillon (1973), con Steve McQueen
- Quella sporca ultima meta (1974)
- Femmine in gabbia (1974)
- Fuga di mezzanotte (1978), con Brad Davis
- Fuga da Alcatraz (1979), con Clint Eastwood
- Brubaker (1980), con Robert Redford
- A 30 secondi dalla fine (1985)
- Sorvegliato speciale (1989)
- Patto di sangue (1993), di Taylor Hackford
- Nel nome del padre (1993)
- Le ali della libertà (1994), di Frank Darabont
- L'isola dell’ingiustizia (1995)
- Visioni di morte (Last Rites) (1999), con Randy Quaid
- Il miglio verde (1999), di Frank Darabont
- Animal Factory (2000)
- The Experiment - Cercasi cavie umane (2001) di Oliver Hirschbiegel
- Il castello (2001), con James Gandolfini
- Prison Escape (2008)
- Cella 211 (2009)
- Escape Plan - Fuga dall'inferno (2013), di Mikael Håfström

## Sottogeneri
Il sito internet Internet Movie Database, tra gli oltre 3.200 titoli catalogati sotto il genere "prison", tra di essi distingue in vari sottogeneri, a seconda della keyword, i principali sono:
- Women in prison, oltre 430 titoli, il più popolare Chicago (2002)
- Prison-escape, oltre 300 titoli, il più popolare Guerre stellari (1977)
- Prison-guard , oltre 270 titoli, il più popolare Le ali della libertà (1994)

### Film sulla pena di morte
Altro sottogenere possono essere considerati i film che trattano come argomento il tema della pena di morte, in lingua inglese sono talvolta indicati come "Death Penalty Movies". Di seguito un elenco parziale.
- Gli angeli con la faccia sporca (1938)
- Non voglio morire (1958)
- L'uomo di Alcatraz (1962)
- Dead Man Walking - Condannato a morte (1995)
- Difesa ad oltranza (1996)
- L'ultimo appello (1996)
- Visioni di morte (Last Rites) (1999)
- A Lesson Before Dying (1999)
- Fino a prova contraria (1999)
- Il miglio verde (1999)
- The Life of David Gale (2002)
- Monster's Ball (2002)

## Nelle fiction TV
Questo genere trova una significativa applicazione nelle fiction televisive, in particolare nel periodo degli anni 2010 e degli anni 2020, quando la cosiddetta televisione lineare – in cui l'utente vede ciò che viene trasmesso da un canale – è stata affiancata dalla televisione in streaming, in cui l'utente sceglie arbitrariamente cosa vedere nel catalogo o library di una piattaforma. La seconda tipologia di televisione ha tolto sempre più spazio alla prima nel corso di queste due decadi.
I due esempi più significativi sono Orange Is the New Black e Mare fuori. Entrambe le serie sono state vendute e apprezzate in diversi Paesi.